# Thaumatoniscellus orghidani
Thaumatoniscellus orghidani är en kräftdjursart som beskrevs av Ionel Grigore Tabacaru 1971B. Thaumatoniscellus orghidani ingår i släktet Thaumatoniscellus och familjen Trichoniscidae. Inga underarter finns listade i Catalogue of Life.